# Royal Strand Theatre
Il Royal Strand Theatre è stato un teatro di Londra sito sullo Strand.

## La storia travagliata
Nel 1801 Thomas Edward Barker fondò un ciclorama sullo Strand perché potesse rivaleggiare con quello del padre Robert posto in Leicester Square. Quando Robert morì il figlio unì i due ciclorama che continuarono a lavorare fino al 1830, l'edificio venne poi trasformato in cappella ed usato dai Dissenzienti inglesi e nel 1832 venne acquistato dall'attore Benjamin Lionel Rayner.
Raynor successivamente ingaggiò l'architetto Charles Broad perché ristrutturasse gli edifici unendoli in uno unico da trasformare in teatro. Il teatro aprì i battenti il 15 gennaio 1832 con il nome di Rayner's New Subscription Theatre e con la commedia Struggles at Starting, il successo però fu scarso e poco dopo venne chiuso. Lo rilevò l'attrice Harriet Waylett che gli cambiò nome in The New Strand (Subscription) Theatre, ma entro il novembre dello stesso anno chiuse di nuovo.
Nei primi mesi del 1833 lo rilevò l'attrice Fanny Kelly che ne fece una Scuola di Arte Drammatica, tuttavia in quegli anni occorreva ancora la licenza per rappresentare i drammi (un provvedimento risalente al dominio di Oliver Cromwell) ed il teatro ne era sprovvisto. Questo, come molti altri, evadeva il proclama vendendo i biglietti per le rappresentazioni presso i negozi vicini ed il pubblico veniva poi fatto entrare gratuitamente previo l'acquisto di un'oncia di caramelle di rosa o un'oncia e mezzo di quelle alla menta per avere un posto in platea.
Nel marzo 1835 il teatro venne chiuso per aver violato la legge ed i proprietari vennero portati innanzi al magistrato e nell'aprile dell'anno seguente riaprì con i documenti in regola sotto la guida di Douglas William Jerrold (3 gennaio 1803-8 giugno 1857) e James Hammond. Nel 1839 al teatro venne aggiunta una galleria, nel 1850 cambiò nome per la terza volta divenendo The Strand Theatre, il 1851 portò un nuovo proprietario, William Robert Copeland (1799-1867), ed un nuovo nome Punch's Playhouse and Marionette Theatre. Nel 1858 venne ristrutturato dopo essere stato acquistato da William Swanborough che gli diede il definitivo nome di Royal Strand Theatre quando riaprì il 5 aprile 1858.
Vi si cominciò a esibire Ada Swanborough negli spettacoli comici di Henry James Byron insieme a James Thorne, Edward O'Connor Terry (10 marzo 1844-2 aprile 1912) e Marie Wilton (1840-1921), dopo dieci anni di apertura un incendio distrusse il teatro il 21 ottobre 1866 e lo si dovette ricostruire.
Dopo la riapertura al Royal debuttò il personaggio di pantomima Widow Twankey presente nella versione di Aladdin del 1861 scritta da Byron. Dal 1870 ospitò diversi spettacoli di burlesque o di operetta come Madame Favart e Olivette e l'opera Princess Toto di William Schwenck Gilbert e Frederic Clay (3 agosto 1838-24 novembre 1889) nel 1876.
Il Royal venne chiuso nuovamente perché ritenuto carente in materia di protezione contro gli incendi il 29 luglio 1882 e l'incarico di restaurarlo venne dato a Charles J. Phipps (1835-25 maggio 1897). Il costo delle spese di ristrutturazione fu alto e si tentò di recuperarlo vendendo lo stabile, ma senza successo. L'ultima opera rappresentata fu A Chinese Honeymoon che esordì nell'ottobre del 1901 e rimase in cartellone fino alla chiusura del teatro avvenuta nel 1904.

## La demolizione
Nel 1500 la zona dello Strand vide un gran prolificare di case, grandi e piccole, attratte dalla vicinanza del Tamigi, il Grande incendio di Londra non scalfì particolarmente la zona che, dalla fine XVIII secolo diventò sempre più uno slum maleodorante e sovraffollato compresso da strade strette inadatte a sostenere il traffico crescente. Il progetto era di costruire una nuova strada, Kingsway, che passasse fra Holborn e lo Strand e che sarebbe poi culminata in Aldwych Crescent. Dopo diversi rinvii il London County Council diede il via nel 1901, il progetto prevedeva anche la costruzione di un collegamento che fu costruito presso la stazione della metro di Holborn. Il Royal venne requisito e demolito per permettere la costruzione della stazione della metropolitana di Aldwych, molti attori che vi avevano lavorato protestarono, ma i lavori continuarono comunque.
Adesso la stazione è comunque chiusa.